# Sagittazetes agressor
Sagittazetes agressor är en kvalsterart som beskrevs av J. och P. Balogh 1983. Sagittazetes agressor ingår i släktet Sagittazetes och familjen Austrachipteriidae. Inga underarter finns listade i Catalogue of Life.